# ديفيد فورد
ديفيد فورد (بالإنجليزية: David Forde)‏ (مواليد 20 ديسمبر 1979 في غالواي، جمهورية أيرلندا) لاعب كرة قدم أيرلندي يجيد اللعب في مركز حارس المرمى ويلعب حاليا في ميلوول الإنجليزي منذ 2008.

## روابط خارجية
- ديفيد فورد على موقع الاتحاد الأوربي (الإنجليزية)
- ديفيد فورد على موقع قاعدة بيانات كرة القدم.إي يو (الإنجليزية)
- ديفيد فورد على موقع ناشيونال فوتبول تيمز (الإنجليزية)
- ديفيد فورد على موقع Soccerbase.com (لاعب) (الإنجليزية)
- ديفيد فورد على موقع Soccerway.com (الإنجليزية)
- ديفيد فورد على موقع عالم كرة القدم.نت (الإنجليزية)
- ديفيد فورد على موقع AS.com (الإسبانية)